# Yli-Värttö
Yli-Värttö och Ala-Värttö, eller Värttäjärvet är sjöar i Finland. De ligger i kommunen Kuusamo i landskapet Norra Österbotten, i den nordöstra delen av landet, 700 km norr om huvudstaden Helsingfors. Yli-Värttö ligger 288,9 meter över havet. Den är 6,51 meter djup. Arean är 77,7 hektar och strandlinjen är 7,96 kilometer lång. Sjön  ingår i Kems huvudavrinningsområde. 